# 소셜 채용
소셜 채용(social recruiting), 소셜 고용(social hiring), 소셜 미디어 채용(social media recruitment)은 재능 데이터베이스로나 광고를 목적으로 소셜 플랫폼을 사용하여 후보를 채용하는 것이다. 소셜 채용은 소셜 미디어 프로파일, 블로그, 기타 인터넷 사이트를 사용하여 후보에 관한 정보를 찾는다. HR 업체나 크라우드소싱을 통해 직업을 광고하기 위해 소셜 미디어를 사용하기도 하며, 여기서 구직자들과 다른 사람들이 자신들의 온라인 소셜 네트워크 안에서 채용 공고를 공유한다.
소셜 채용의 효율성과 투자 수익은 단정짓기 어려운데, 신청자들이 일반적으로 자신들을 매료시킨 소셜 채널을 통해 신청하지 않기 때문이다. 2013년 5월, 맥시멈 임플로이먼트 마케팅 그룹(Maximum Employment Marketing Group)은 소셜 리크루트먼트 모니터(Social Recruitment Monitor)를 출시하였으며 이를 통해 전 세계 고용주의 소셜 채용 노력의 도달, 참여, 소통의 순위를 매긴다.